# Luisa Diana di Borbone-Orléans
Luisa Diana di Borbone-Orléans, detta Mademoiselle de Chartres (Parigi, 27 giugno 1716 – Issy-les-Moulineaux, 26 settembre 1736), era la sesta figlia di Filippo II di Borbone-Orléans, Duca d'Orléans e in seguito Reggente di Francia, e di sua moglie, Francesca Maria di Borbone-Francia, la seconda Mademoiselle de Blois, figlia di Luigi XIV di Francia e della sua favorita, Françoise-Athénaïs di Montespan.

## Biografia

### Infanzia
Nata nella residenza parigina del Duca d'Orléans, era conosciuta come Mademoiselle de Chartres. Della sua gioventù, fu detto che fu una bambina molto sensibile e sarebbe cresciuta fino a essere uno delle più belle fra le figlie del Reggente. Nonostante il suo essere un'altra femmina, (1 di 7 in totale), la sua nascita non venne accolta con la stessa gioia della nascita del fratello, Luigi di Borbone-Orléans, Duca d'Orléans.
La duchessa Elisabetta Carlotta di Baviera scrisse a proposito della nascita di Luisa Diana: 

Nel momento in cui ho concluso la mia lettera alla Principessa del Galles, sono venuti ad annunciarmi che Madame d'Orléans era in travaglio. Erano solo le undici quando la mia carrozza partí dal Castello di Saint-Cloud, e alle undici e un quarto sono arrivata e sono entrata nell'anticamera, e mi è stato detto a bassa voce : Sua Altezza Reale è stata portata in modo sicuro a letto un'ora fa. Ma queste parole sono state pronunciate in tono così triste che non ho dubitato che Madame d'Orléans aveva portato al mondo una settima figlia, e che purtroppo è quello che è successo.

### Matrimonio
Nel mese di dicembre 1731, è stato deciso che avrebbe dovuto sposare il suo lontano cugino Luigi Francesco di Borbone, principe di Conti. Il suo matrimonio è stato organizzato da sua madre Francesca Maria, vedova duchessa di Orléans, e da sua cugina di primo grado Luisa Elisabetta, vedova principessa di Conti. La cerimonia ebbe luogo il 22 gennaio 1732 presso il Palazzo di Versailles.
Dopo due anni di matrimonio ebbe un figlio, Luigi Francesco Giuseppe di Borbone-Conti e, nel 1736, un secondo figlio che morì alla nascita.

### Morte
Morì a soli vent'anni nel 1736 dopo un parto, e poco dopo morì anche il figlio. Fu sepolta nella chiesa di Saint-André-des-Arcs. Il suo unico figlio sopravvissuto, Luigi Francesco Giuseppe, fu l'ultimo principe di Conti.

## Figli
- Luigi Francesco Giuseppe di Borbone, principe di Conti (1 settembre 1734 – 13 marzo 1814), sposò la principessa Maria Fortunata d'Este.
- Un figlio  (26 settembre 1736), morì poche ore dopo la nascita.

## Titoli e trattamento
- 27 giugno 1716 – 22 gennaio 1732 : "Sua Altezza Serenissima" Mademoiselle de Chartres
- 22 gennaio 1732 – 26 settembre 1736: "Sua Altezza Serenissima" la Principessa di Conti, Contessa di La Marche e Duchessa di Mercœur

## Antenati
|                                                        |                       |                                            | Genitori                              |  |  | Nonni |  |  | Bisnonni              |  |  | Trisnonni            |  |
|                                                        |                       |                                            |                                       |  |  |       |  |  | Luigi XIII di Francia |  |  | Enrico IV di Francia |  |
|                                                        |                       |                                            |                                       |  |  |       |  |  | Luigi XIII di Francia |  |  | Enrico IV di Francia |  |
|                                                        |                       | Maria de' Medici                           |                                       |  |  |       |  |  | Luigi XIII di Francia |  |  |                      |  |
| Filippo di Francia, Duca d'Orléans                     |                       |                                            |                                       |  |  |       |  |  | Luigi XIII di Francia |  |  |                      |  |
|                                                        |                       | Anna d'Austria                             | Filippo III di Spagna                 |  |  |       |  |  |                       |  |  |                      |  |
|                                                        |                       | Anna d'Austria                             | Filippo III di Spagna                 |  |  |       |  |  |                       |  |  |                      |  |
|                                                        |                       | Anna d'Austria                             | Margherita d'Austria                  |  |  |       |  |  |                       |  |  |                      |  |
| Filippo d'Orléans, Duca d'Orléans, Reggente di Francia |                       | Anna d'Austria                             |                                       |  |  |       |  |  |                       |  |  |                      |  |
|                                                        |                       | Carlo I Luigi del Palatinato               | Federico V Elettore Palatino          |  |  |       |  |  |                       |  |  |                      |  |
|                                                        |                       | Carlo I Luigi del Palatinato               | Federico V Elettore Palatino          |  |  |       |  |  |                       |  |  |                      |  |
|                                                        |                       | Carlo I Luigi del Palatinato               | Elisabetta Stuart                     |  |  |       |  |  |                       |  |  |                      |  |
| Elisabetta Carlotta del Palatinato                     |                       | Carlo I Luigi del Palatinato               |                                       |  |  |       |  |  |                       |  |  |                      |  |
|                                                        |                       | Carlotta d'Assia-Kassel                    | Guglielmo V d'Assia-Kassel            |  |  |       |  |  |                       |  |  |                      |  |
|                                                        |                       | Carlotta d'Assia-Kassel                    | Guglielmo V d'Assia-Kassel            |  |  |       |  |  |                       |  |  |                      |  |
|                                                        |                       | Carlotta d'Assia-Kassel                    | Amalia Elisabetta di Hanau-Münzenberg |  |  |       |  |  |                       |  |  |                      |  |
| Luisa Diana di Borbone-Orléans                         |                       | Carlotta d'Assia-Kassel                    |                                       |  |  |       |  |  |                       |  |  |                      |  |
|                                                        | Luigi XIII di Francia | Enrico IV di Francia                       |                                       |  |  |       |  |  |                       |  |  |                      |  |
|                                                        | Luigi XIII di Francia | Enrico IV di Francia                       |                                       |  |  |       |  |  |                       |  |  |                      |  |
|                                                        | Luigi XIII di Francia | Maria de' Medici                           |                                       |  |  |       |  |  |                       |  |  |                      |  |
| Luigi XIV di Francia                                   | Luigi XIII di Francia |                                            |                                       |  |  |       |  |  |                       |  |  |                      |  |
|                                                        |                       | Anna d'Austria                             | Filippo III di Spagna                 |  |  |       |  |  |                       |  |  |                      |  |
|                                                        |                       | Anna d'Austria                             | Filippo III di Spagna                 |  |  |       |  |  |                       |  |  |                      |  |
|                                                        |                       | Anna d'Austria                             | Margherita d'Austria-Stiria           |  |  |       |  |  |                       |  |  |                      |  |
| Francesca Maria di Borbone-Francia                     |                       | Anna d'Austria                             |                                       |  |  |       |  |  |                       |  |  |                      |  |
|                                                        |                       | Gabriel de Rochechouart, Duca di Mortemart | Gaspard de Rochechouart               |  |  |       |  |  |                       |  |  |                      |  |
|                                                        |                       | Gabriel de Rochechouart, Duca di Mortemart | Gaspard de Rochechouart               |  |  |       |  |  |                       |  |  |                      |  |
|                                                        |                       | Gabriel de Rochechouart, Duca di Mortemart | Louise de Maure                       |  |  |       |  |  |                       |  |  |                      |  |
| Madame de Montespan                                    |                       | Gabriel de Rochechouart, Duca di Mortemart |                                       |  |  |       |  |  |                       |  |  |                      |  |
|                                                        |                       | Diane de Grandseigne                       | Jean de Grandseigne                   |  |  |       |  |  |                       |  |  |                      |  |
|                                                        |                       | Diane de Grandseigne                       | Jean de Grandseigne                   |  |  |       |  |  |                       |  |  |                      |  |
|                                                        |                       | Diane de Grandseigne                       | Catherine de La Béraudière            |  |  |       |  |  |                       |  |  |                      |  |
|                                                        |                       | Diane de Grandseigne                       |                                       |  |  |       |  |  |                       |  |  |                      |  |